# Valcabado
Valcabado é um município da Espanha na província de Zamora, comunidade autónoma de Castela e Leão, de área 10,19 km² com população de 338 habitantes (2007) e densidade populacional de 33,27 hab/km².

## Demografia
| Variação demográfica do município entre 1991 e 2004 | Variação demográfica do município entre 1991 e 2004 | Variação demográfica do município entre 1991 e 2004 | Variação demográfica do município entre 1991 e 2004 |
| --------------------------------------------------- | --------------------------------------------------- | --------------------------------------------------- | --------------------------------------------------- |
| 1991                                                | 1996                                                | 2001                                                | 2004                                                |
| 333                                                 | 351                                                 | 340                                                 | 339                                                 |